# Bernard Grasset (écrivain)
Pour les articles homonymes, voir Bernard Grasset et Grasset.
 (février 2020).
 (février 2020).
Bernard Grasset, né en 1958, est un poète, philosophe et traducteur français.

## Biographie
Originaire de Vendée, Bernard Grasset, issu d'une famille d'artisans et de paysans-vignerons, passe son enfance et son adolescence dans une commune ouvrière et paysanne entre Anjou, Bretagne et Poitou. 
Après l’obtention d’un baccalauréat littéraire et l’écriture de ses premiers poèmes, il entre en classe préparatoire au lycée Clemenceau à Nantes puis au lycée Henri IV à Paris. 
Après des études de philosophie à la Sorbonne, il devient cadre administratif de l'Éducation nationale et publie ses premiers poèmes dans la revue Vagabondages. Les publications en revues se poursuivent et s'accompagnent de la parution régulière de recueils.

## L’œuvre
Passionné par la Bible, il l’étudie et en apprend les langues (hébreu, grec). Dès les années 1990, dans le prolongement de sa recherche des sources de notre culture, il expérimente l’écriture simultanée dans les deux langues de courts poèmes hébreu-français, grec-français. À l'approche de la quarantaine, il prépare un DEA et, bénéficiant d’un congé de formation, une thèse de philosophie à l’Université de Poitiers sous la direction de Jean-Louis Vieillard-Baron, sur les Pensées de Pascal comme interprétation de l’Écriture. Désormais, à ses publications poétiques, s'ajoutent des publications philosophiques (articles, essais).
Il se consacre par ailleurs à des travaux de traduction, d'une part de la poétesse Rachel, dont il devient le premier traducteur en français, d'autre part, de trois poètes grecs contemporains : Ólga Vόtsi, Yòrgos Thèmelis et Jeanne Tsatsos. 
Les recueils de Bernard Grasset prennent souvent la forme de triptyques. Ils sont librement inspirés de la Bible (symboles, personnages, paysages), de l’art (peintres, musiciens) et de voyages. Ses essais sont centrés sur la pensée biblique et sur Pascal, tout en s'interrogeant sur leur héritage contemporain dans la philosophie de l’esprit et la philosophie de l’existence. 
Il donne régulièrement des conférences, participe à des émissions radiophoniques et des lectures poétiques.
Au centre de l’écriture poétique et de la pensée de Bernard Grasset, se situe la question de la possibilité d’un humanisme moderne, nourri par l’art et la vie en harmonie avec la nature, fondé sur un retour à l’intériorité et une ouverture à l’infini.

### Poésie
- Racines (1975-1994), Maison rhodanienne de poésie, 1995
- Récits 1 (1980- 1993) Maison rhodanienne de poésie, 1997
- Source, Prix de l’édition Poésie sur Seine, 1997
- La Porte du Jour 1 (1991-1993), Éditions Gerbert, 1999
- Récits 2 (1993-1995), Éditions Fondamente / Multiples, 2001
- La Porte du Jour 2 (1993-1995), Éditions La Bartavelle, 2001
- Un soir d’exil (1984-1985), Éditions Encres Vives, 2003
- Récits 3 (1995-1997), Éditions Fondamente / Multiples, 2005  (Prix Ville de La Baule)
- Palimpseste (1975-1983), Les Amis de Thalie, 2005, Prix du Recueil
- Recueillement (1985-1986), Éditions du Petit Pavé, coll. Le Semainier, 2005
- Sonatine, Le Poémier de Plein Vent, 2006
- Poèmes bilingues 1 (1992-2002), Prix de l’éditions Littérales, 2007
- Voyage 1 (1992-1993), Éditions L’Épi de seigle, 2008
- La Porte du Jour 3 (1995-1997), Interventions à Haute Voix, 2008
- Liturgie (La Grande Ourse) (1988-1989), Éditions de l’Atlantique, coll. Phoïbos, 2009
- Contrepoints (1998-1999), Éditions Fondamente / Multiples, 2009
- Au temps du mystère… Poèmes bilingues 2, Éditions de l’Atlantique, coll. Phoïbos, 2011
- Feuillages (2000-2002), Éditions Jacques André, 2012
- Les hommes tissent le chemin, Voyage 2, (2000-2008) avec des illustrations de Jean Kerinvel, Éditions Soc et Foc, 2014
- Refrain (2003-2005), Éditions Jacques André, 2017
- Brise (2006-2008), Éditions Jacques André, 2020
- Fontaine de clairvent (Quatrains des saisons), Éditions Au Salvart, 2023
- Et le vent sur la terre des hommes, Voyage III (2009-2018), Éditions La Rumeur libre / Henry, La Main aux Poètes, 2024
- Paysages (2014-2022), Éditions Illador, 2025

Publication régulière de poèmes et d'articles sur la poésie, la traduction, en revues (Polyphonies, Résurrection, Les heures, Temporel, Peut-être, Poésie sur Seine, Saraswati, Arpa, Thauma, L’Hôte, Haies Vives, Le Journal des Poètes…).
Publication d'articles philosophiques en revues (Revue philosophique de la France et de l'Etranger, Science et Esprit, "Le Portique", Filosofia oggi, Revue philosophique de Louvain, Courrier Blaise Pascal…).

### Livre d’art
- Chemin de feu, Peinture et poésie, avec des tableaux de Glef Roch, Paris, Éditions Le Lavoir Saint-Martin, 2013

### Récit de voyage
- Hellade, Paris, Éditions Le Lavoir Saint-Martin, 2015

### Traduction
- Rachel, Regain, Paris – Orbey, Arfuyen, 2006
- Rachel, De loin suivi de Nébo, Paris – Orbey, Arfuyen, 2013
- Rachel, Sur les rives de Tibériade, Paris – Orbey, Arfuyen, 2021
- Olga Votsi, L’escalier (Poèmes métaphysiques), Châtelineau, Le Taillis Pré, 2018
- Yòrgos Thèmelis, Ars poetica et Poèmes bibliques, Cœuvres-et-Valsery, Ressouvenances, 2021
- Jeanne Tsatsos, Paroles du silence suivi de Lumière dans l'obscurité, L'Isle-sur-la-Sorgue, Le Bois d'Orion, 2024

### Essais
- Les Pensées de Pascal, une interprétation de l’Écriture, Paris, Éditions Kimé, coll. Philosophie, épistémologie, 2003
- Vers une pensée biblique, Nice, Éditions Ovadia, coll. Chemins de pensée, 2010
- Bible, sagesse et philosophie, Nice, Éditions Ovadia, coll. Chemins de pensée, 2012
- Philosophie et exégèse, Nice, Éditions Ovadia, coll. Chemins de pensée, 2014
- Pascal et Rouault (Penser, écrire, créer), Nice, Éditions Ovadia, coll. Chemins de pensée, 2017
- Pascal, Paris, Éditions Ellipses, coll. Connaître en citations
- Nietzsche et Pascal, Nice, Éditions Ovadia, coll. Chemins de pensée, 2021
- Sur les pas de Blaise Pascal. Voyageur de l'infini, Paris, Kimé, 2023 (Prix des écrivains de Vendée 2023).

### Anthologies - histoire
- Louis Lavelle, Chemins de sagesse, édition, introduction et notes, Paris, Hermann, Philosophie, 2013
- Ainsi parlait Blaise Pascal, Paris – Orbey, Arfuyen, 2020
- Article "Pascal", dans Histoire de la philosophie, Paris, Éditions Ellipses, 2020

### Publications en anthologies
- Mille poètes – Mille poèmes brefs (M.-F. Lavaur, L’Arbre à paroles, 1997).
- Anthologie 2000 (J. Gasc, Souffles, 189-190, 2000).
- L’Année poétique 2009 (P. Delbourg, P. Maubé, J.-L. Maxence, Seghers, 2009).
- Visages de poésie (J. Basse, Rafael de Surtis Editeur, t. 3, 2003).
- L’Athanor des Poètes – Anthologie 1991-2011 (J.-L. Maxence, Danny-Marc, Le nouvel Athanor, 2011).

## Distinctions
- Chevalier dans l'ordre des Palmes académiques